# 主要目的ルール
主要目的ルール（しゅようもくてきルール）とは、募集株式の発行（新株発行）や新株予約権の発行が、現経営陣の支配権維持など不当な目的を主たる動機とする場合には、著しく不公正な方法による募集株式の発行等に該当するとして、その差止めを認めるが、それ以外の場合には差止めを認めないという、日本の会社法における考え方。日本の裁判例は基本的にこの考え方をとるといわれる。

## 背景
募集株式の発行は、資金調達を直接の目的としない業務提携、買収防衛などの手段として用いられる場合はもちろん、資金調達を目的として行われる場合であっても、特定の株主又は株主以外の第三者に対して発行されるときには、株主構成（持株比率）が変化する。これらの場合において、当該募集株式の発行等が、著しく不公正な発行に該当し、その発行に対する差止請求（会社法210条、株主の差止請求を参照）を認めるべきかの判断基準が必要となる。

## 根拠
主要目的ルールは、法律上規定されたものではなく、下級審裁判例において採用され、発展してきた考え方である。ただし、裁判例においても、直接に「主要目的ルール」という術語が用いられているわけではない。
学説上、主要目的ルールに従った判断を正当化する根拠として、2つの説が提唱されている。
第一は、権限秩序分配論と呼ばれるものであり、経営者（取締役、執行役等、常勤の業務執行者が想定されている）を選ぶのは株主であって、経営者が株主を選ぶのではない（経営者は会社の支配権帰属について決定権を持たない）のだから、経営者が募集株式の発行等による持株比率の変動を手段として会社の支配権争いに介入することを許すべきではないから、支配権維持・争奪等の動機に基づいて行われる募集株式の発行等については差止を認めるべきである、というものである。
第二は、経営判断の原則が募集株式発行の局面において表れたものである、と捉える見解である。
ただし、第一の見解による学説には、支配権争いが生じているときに第三者割当てをおこなうことは原則として差し止められるべきという、「主要目的ルール」よりもより厳しい基準を導くものもある。

## 運用
裁判例において、主要目的ルールは、問題となっている募集株式の発行等について、資金調達目的が認められる場合には、まず経営陣の判断を尊重し、差止を認めない、という具合に運用される傾向が強い（上述した第二の見解によれば、資金調達方法の選択は業務執行の問題であり、これは取締役会等経営陣に任せられるべき事項であるからその決定が尊重されるのであって、これはまさに「経営判断の原則」の適用にほかならない、と主張されることとなる）。
また、経営陣が、募集株式の発行等を行う場合、その動機・目的がどこにあるかは、主観的な事柄である以上、認定が難しい。これに関しては、客観的な事情から支配権の維持・奪取目的を認定する方法、例えば、特定の株主の持株比率が低下することを認識しながら、あえて第三者に対し、募集新株の発行を行った場合には、合理的理由のない限り、差止を認めるという方法を示した裁判例がある（忠実屋・いなげや事件）。
さらに、たとえ支配権の維持が目的であっても、自己利益を目的に企業価値を棄損させる濫用的買収者に対する防衛策として行われる新株予約権の発行については、従来からの「主要目的ルール」にかかわらず、著しく不公正な発行には該当せず、差止は認められない余地を示唆した裁判例がある（東京高決平成17年3月23日判時1899号56頁〔ライブドアによるニッポン放送買収に関する裁判〕。ただし、傍論）。

## 新株予約権発行への適用の是非
新株予約権の発行に当たっても、著しく不公正な発行への差し止めが認められているため、その基準が問題となる。主要目的ルールをそのまま使う方法も考えられる。しかしながら、新株予約権の発行に当たっては、資金調達の必要性がない場合も多いことから、主要目的ルールを維持することができるのか、学説上には批判もある。裁判例にも変化があり、主要目的ルールを維持しているかにつき議論がある（東京高決平成17年3月23日判時1899号56頁は、新株予約権の発行についても、主要目的ルールが妥当するとしている）。

## 裁判例の流れ
主要目的ルールのリーディングケースは、忠実屋・いなげや事件であるといわれるが、それ以前にも、これを採用したと見られる裁判例は存在する。